# Saint-Pierre-ès-Liens (L’Escarène)

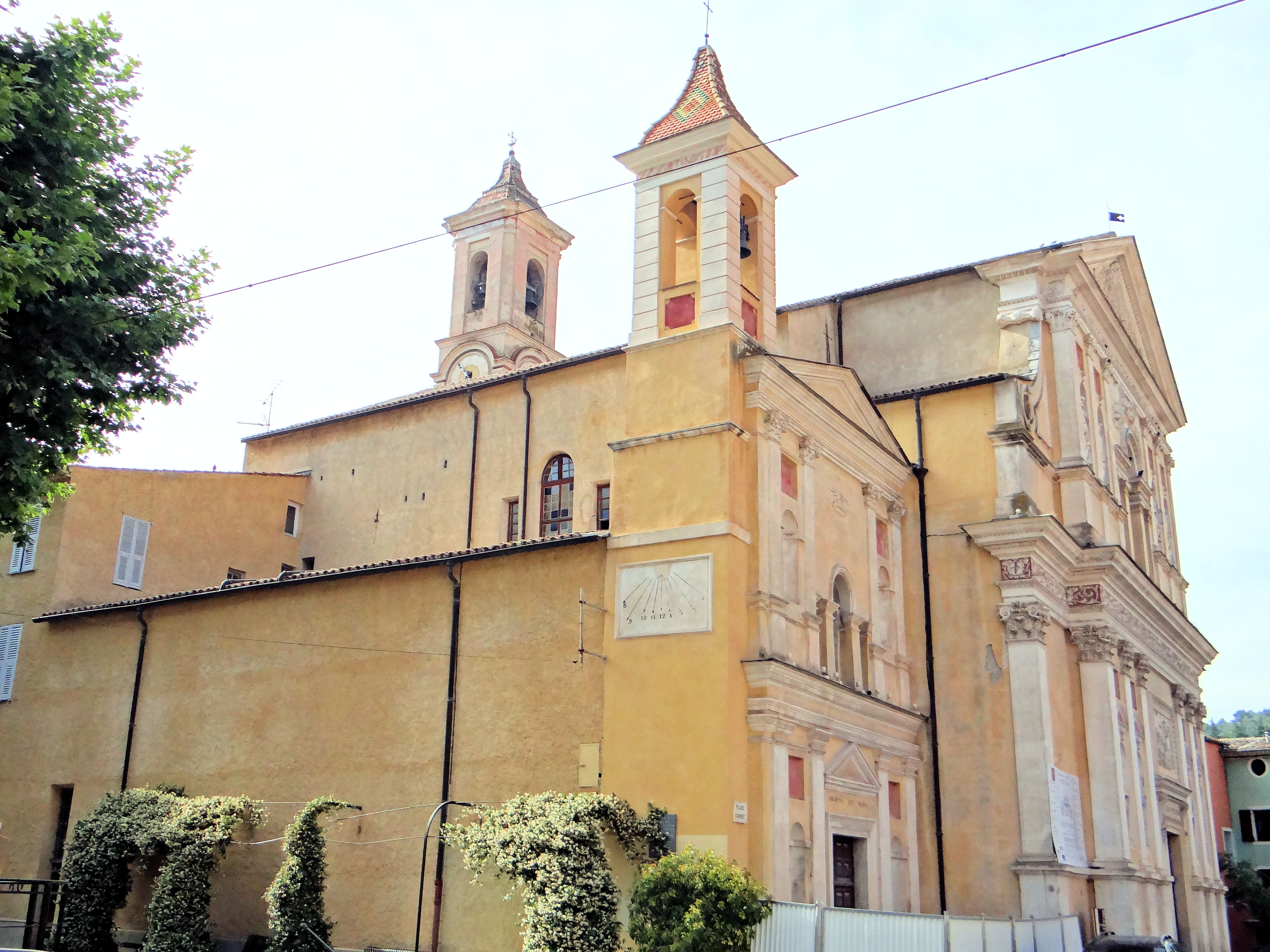
Saint-Pierre-ès-Liens in L’Escarène

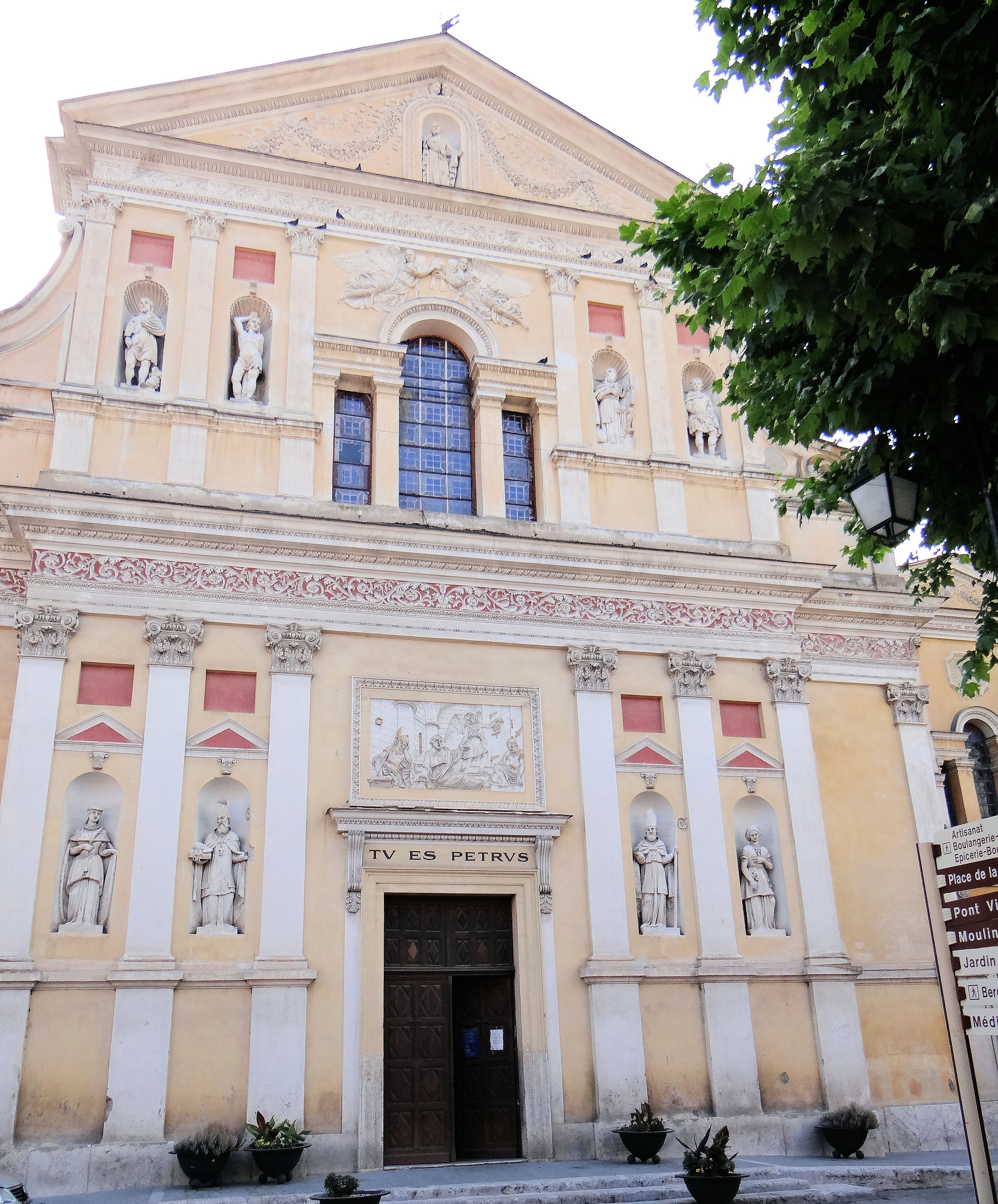
Saint-Pierre-ès-Liens in L’Escarène (Fassade)

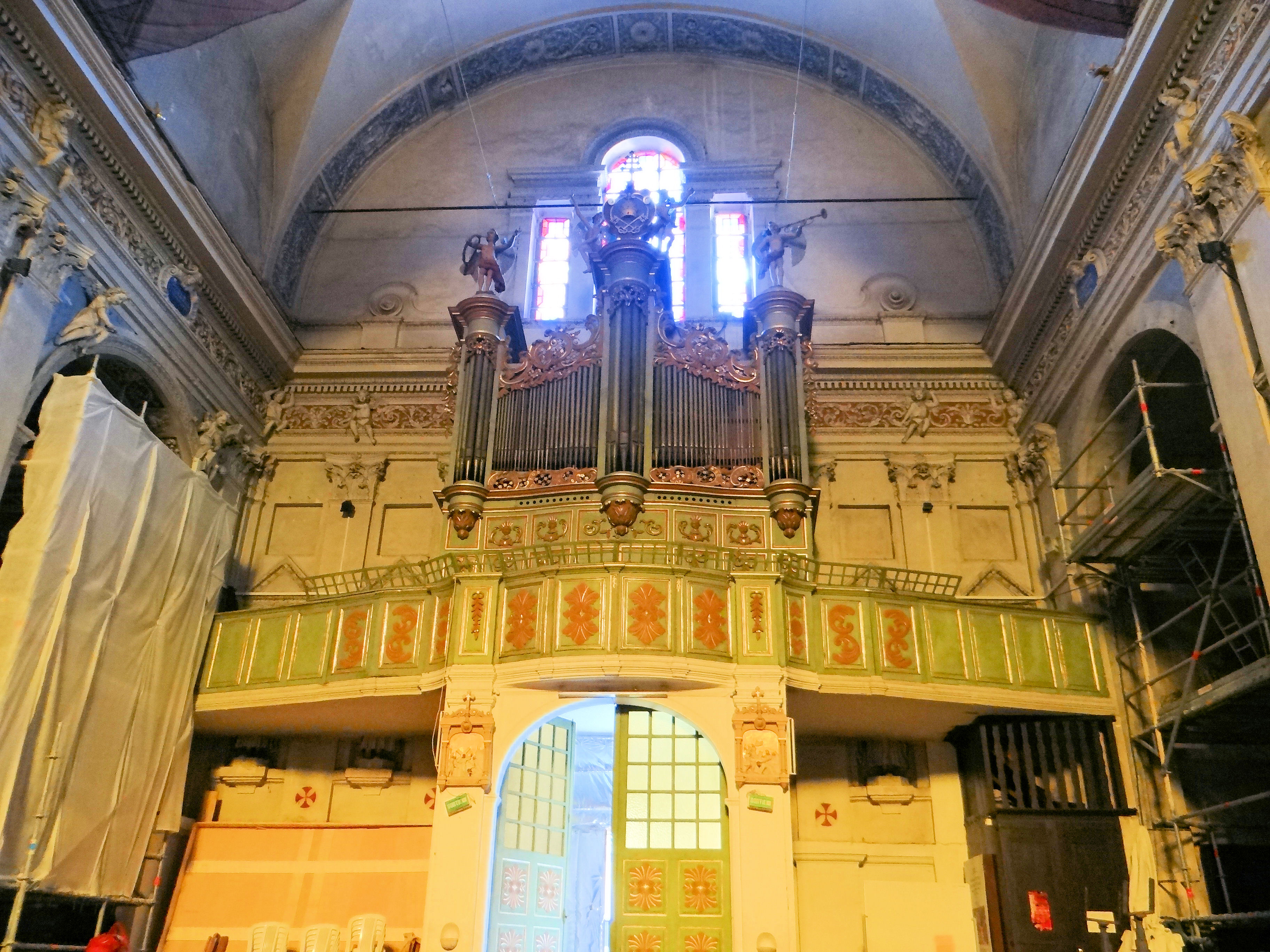
Saint-Pierre-ès-Liens in L’Escarène (Grinda-Orgel)

Die Kirche Saint-Pierre-ès-Liens (St. Peter in den Ketten) ist ein römisch-katholischer Kirchenbau in L’Escarène im Bistum Nizza. Er ist seit 1978 als Monument historique eingestuft.

## Geschichte
Für die Priorei der Nizzaer Abtei Saint-Pons baute der Architekt Jean-André Guibert (1609–1684) in L’Escarène ab 1642 eine neue Kirche, die dem Patronat des heiligen Sankt Peter in Ketten anvertraut wurde. Sie ist heute Pfarrkirche der Kirchengemeinde Saint Pierre Saint Paul.

## Kirchengebäude und Ausstattung
Das voluminöse Gebäude wird auf beiden Seiten von Kapellen mit eigenen Türmchen flankiert. Die reich dekorierte Fassade stammt aus dem 19. Jahrhundert. Das Kircheninnere ist mit seinen Seitenkapellen außergewöhnlich reich ausstukkiert. Foussard/Barbier sprechen von einem „magnifique décor de stuc“, von einem „dessin extrêmement élégant“ und von einer „note fantastique“. Die Orgel wurde 1791 von den Brüdern Grinda gebaut (1984 renoviert).